# توماس دبليو. شيرمان
توماس دبليو. شيرمان (بالإنجليزية: Thomas W. Sherman) هو ضابط أمريكي، ولد في 26 مارس 1813 في نيوبورت في الولايات المتحدة، وتوفي في 31 ديسمبر 1879.